# Maronenlangur
Der Maronenlangur (Presbytis rubicunda) ist eine Primatenart aus der Gruppe der Schlankaffen (Presbytini), die auf Borneo lebt. Sie wird in fünf Unterarten unterteilt, die sich vor allem in der Fellfärbung unterscheiden. Die Nominatform, P. r. rubicunda kommt im Südosten der Insel südlich des Flusses Mahakam und östlich des Flusses Barito vor. Das Verbreitungsgebiet umfasst damit in etwa die indonesische Provinz Kalimantan Selatan und die südliche Hälfte von Kalimantan Timur. P. r. carimatea lebt auf der Karimatainsel, P. r. chrysea in einem sehr kleinen Gebiet im malaysischen Bundesstaat Sabah in der Nähe von Kinabatangan. Das Verbreitungsgebiet von P. r. ignita liegt in Sarawak östlich des Sungai Baram und in Kalimantan südlich bis zum Kapuas und das von P. r. rubida südlich des Kapuas und westlich des Barito.

## Merkmale
Namensgebendes Merkmal der Maronenlanguren ist das rötliche oder orangefarbene Fell, das am Bauch etwas heller und an den Händen und Füßen etwas dunkler ist als am übrigen Körper. P. r. rubicunda ist kastanienbraun, P. r. carimatea ziegelrot, P. r. chrysea rötlich-golden, P. r. ignita fuchsrot und das von P. r. rubida ähnlich gefärbt wie P. r. rubicunda aber mit einem gelblichen Einschlag und nur wenig dunkleren Händen und Füßen. Es sind kleine, schlanke Primaten mit relativ langen Hinterbeinen und einem langen Schwanz, der länger als der Körper ist. Sie erreichen eine Kopfrumpflänge von 44 bis 58 Zentimeter, wozu noch ein 63 bis 80 cm langer Schwanz kommt. Männchen werden geringfügig größer und erreichen ein Gewicht von 6 bis 7 Kilogramm, während die Weibchen 5,5 bis 6 kg schwer werden. Der Kopf ist durch das breite Gesicht und den wie bei allen Mützenlanguren vorhandenen Haarschopf charakterisiert. Die unbehaarten Gesichtshaut ist blaugrau, die Unterlippe und das Kinn sind rosa.

## Lebensraum und Lebensweise

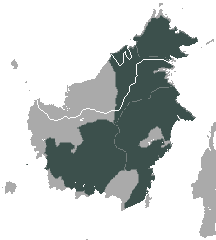
Verbreitungsgebiet des Maronenlanguren

Maronenlanguren kommen nur auf Borneo und kleineren vorgelagerten Inseln wie der Karimata-Insel vor. Ihr Lebensraum sind Primär- und Sekundärwälder, Galeriewälder und Sumpfwälder. Die Art kommt meist in Höhen von weniger als 1200 und fast niemals in Höhen von über 2000 Metern vor.
Sie sind wie alle Altweltaffen tagaktiv und leben vorwiegend auf Bäumen. Sie leben in Gruppen aus bis zu 13 Tieren, die sich aus einem Männchen, mehreren Weibchen und dem dazugehörigen Nachwuchs zusammensetzen. Die übriggebliebenen Männchen leben einzelgängerisch oder bilden Junggesellengruppen. Das Territorium jeder Gruppe wird mit lauten Schreien, die wie „ka-ka-ka-ka-ka-ka-ka-ka“ klingen und hunderte von Metern weit zu hören sind, markiert. Die in der Regel 30 bis 90 Hektar großen Streifgebiete können sich jedoch mit Ausnahme des Kernreviers überlappen. Die Nahrung dieser Tiere besteht aus jungen Blättern (mehr als ein Drittel), Samen (ca. 30 %), Früchten (ca. 20 %), Blüten (ca. 10 %) und Insekten (weniger als 2,5 %). Maronenlanguren vermehren sich das ganze Jahr über. Die Jungen sind bei der Geburt weiß. Sie werden nach etwa 15 Monaten entwöhnt. Weibchen werden mit einem Alter von zwei Jahren geschlechtsreif.

## Systematik
Der Maronenlangur wurde 1838 durch den deutschen Naturforscher Salomon Müller als Semnopithecus rubicunda beschrieben. Seine nächsten Verwandten innerhalb der Gattung der Mützenlanguren (Presbytis) sind nicht die vier übrigen Mützenlanguren von Borneo, sondern der Java-Langur (P. comata) und die sumatranischen Arten Schwarzweißer Kammlangur (P. bicolor), Sumatra-Langur (P. melalophos), Südlicher Kammlangur (P. mitrata) und Schwarzer Kammlangur (P. sumatrana).

## Gefährdung
Die Art dürfte verglichen mit anderen südostasiatischen Primaten häufig sein, die IUCN listet sie als nicht gefährdet. Die gilt jedoch nur für die Unterarten P. r. rubicunda, P. r. ignita und P. r. rubida, die auch in zahlreichen Schutzgebieten vorkommen. Für P. r. carimatea und P. r. chrysea liegen keine Daten zur Gefährdung vor und in ihren Verbreitungsgebieten gibt es auch keine Schutzgebiete.